# Wallace R. Brode

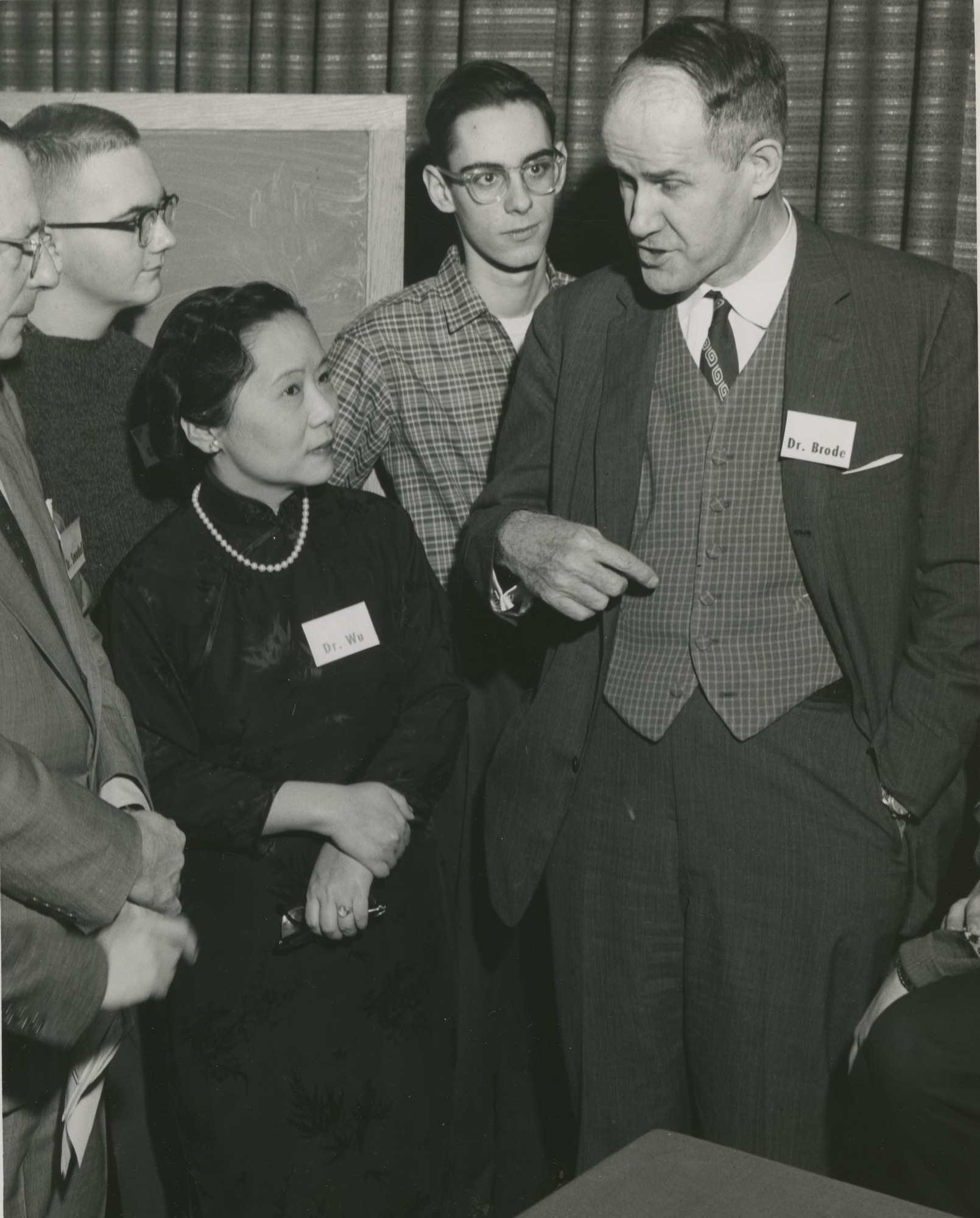
Chien-Shiung Wu (izquierda) con Wallace Brode (derecha) en la Universidad de Columbia en 1958.

Wallace Reed Brode (12 de junio de 1900 – agosto de 1974) fue un químico estadounidense. Fue presidente de la American Chemical Society en 1969 y de la Optical Society of America en 1961. Recibió la Medalla Priestley en 1960.

## Biografía
Brode nació en Walla Walla (Washington), siendo uno de los trillizos varones, los otros son los hermanos Malcolm y Robert, cada uno de los cuales se convirtió en un distinguido científico. También tenía otro hermano mayor, Stanley. Su padre, Howard, era profesor de biología en el Whitman College, donde Brode se doctoró en 1921. Mientras estudiaba su doctorado en la Universidad de Illinois con Roger Adams, desarrolló un interés permanente por los tintes y la espectroscopia.
Estuvo en la facultad de la Universidad Estatal de Ohio (1928 – 48, profesor 1939 – 48); jefe del departamento de ciencias en la Estación de Pruebas de Artillería Naval de EE. UU. 1945-1947 – Consejero científico del Secretario de Estado de EE. UU – 1958-1960 y director de Barnes Engineering Co. en Washington desde 1960 en adelante. También sirvió en el consejo de administración de Science Service, ahora conocida como Society for Science & the Public, de 1957 a 1972.
Durante su carrera, desarrolló conjuntos de modelos moleculares, utilizando varillas y bolas de madera para crear representaciones tridimensionales de enlaces moleculares en compuestos químicos.

## Publicaciones
- Espectroscopia química 1939
- (con otros) Esquemas de laboratorio de química orgánica 1940
- (con otros) Simposio Roger Adams 1955